# Cryptoforis
Cryptoforis is een geslacht van spinnen uit de  familie van de Idiopidae (valdeurspinnen).

## Soorten
- Cryptoforis absona Wilson, Raven & Rix, 2021
- Cryptoforis arenaria Wilson, Raven & Rix, 2021
- Cryptoforis cairncross Wilson, Raven & Rix, 2021
- Cryptoforis cassisi Wilson, Raven & Rix, 2021
- Cryptoforis celata Wilson, Raven & Rix, 2021
- Cryptoforis cooloola Wilson, Raven & Rix, 2021
- Cryptoforis fallax Wilson, Raven & Rix, 2021
- Cryptoforis grayi Wilson, Raven & Rix, 2021
- Cryptoforis hickmani Wilson, Raven & Rix, 2021
- Cryptoforis hughesae Wilson, Rix & Raven, 2020
- Cryptoforis mainae Wilson, Raven & Rix, 2021
- Cryptoforis montana Wilson, Raven & Rix, 2021
- Cryptoforis monteithi Wilson, Raven & Rix, 2021
- Cryptoforis tasmanica (Hickman, 1928)
- Cryptoforis victoriensis (Main, 1995)
- Cryptoforis woondum Wilson, Raven & Rix, 2021
- Cryptoforis xenophila Wilson, Raven & Rix, 2021
- Cryptoforis zophera Wilson, Raven & Rix, 2021